# Bethlehem (Südafrika)
Bethlehem ist eine Stadt in der Lokalgemeinde Dihlabeng, Distrikt Thabo Mofutsanyana, in der südafrikanischen Provinz Freistaat. Sie hat 16.236 Einwohner (Stand: 2011; Volkszählung). Die umliegenden Townships Bohlokong, Thorisong, Vuka und Old Location hatten im selben Jahr zusammen 60.431 Einwohner. Bethlehem liegt in 1706 Meter Höhe am nördlichen Fuß der Rooiberge, einem Vorgebirge der Drakensberge. Bethlehem ist ein landwirtschaftliches Zentrum (Weizenanbau, Schafhaltung).
Die Stadt wurde im Jahr 1864 von strenggläubigen  Voortrekkern gegründet. Benannt ist sie nach Bethlehem, dessen hebräischer Name Beit Lechem בית לחם „Haus des Brotes“ bedeutet. Der durch die Stadt fließende Fluss wurde passend dazu Jordan genannt.
Bethlehem liegt an der Bahnstrecke von Bloemfontein nach Durban und wird im Güter- und Personenverkehr bedient. Eine weitere, nur noch im Güterverkehr betriebene Strecke führt nordwärts Richtung Johannesburg.

## Sehenswürdigkeiten
- Pretoriuskloof Nature Reserve
am Ufer des Jordan, zu sehen sind viele Vogelarten
- Wolhuterskop Nature Reserve
4 km entfernt, 800 ha groß; zu sehen sind Antilopen, Gazellen, Vögel, 15 km Wanderwege
- National Hot Air Balloon Championship
jedes Jahr im Mai/Juni

## Persönlichkeiten
- Jimmy Kruger (1917–1987), Politiker, Minister für Justiz, Polizei und Strafvollzug
- Bongi Mbonambi (* 1991), Rugby-Union-Spieler
- Teboho Mokoena (* 1997), Fußballspieler